# ماريا ريبيكا
ماريا ريبيكا (بالإسبانية: María Rebeca)‏ هي ممثلة مكسيكية، ولدت في 9 مارس 1970 بمدينة مكسيكو في المكسيك.

## وصلات خارجية
- ماريا ريبيكا على موقع IMDb (الإنجليزية)
- ماريا ريبيكا على موقع قاعدة بيانات الفيلم (الإنجليزية)